# Jobbtjuven
Jobbtjuven är en svensk webb-humorserie på SVT Play, och är producerad av Tre Vänner för SVT Humor. Varje vecka släpps ett nytt avsnitt.
Serien handlar om en man som snart varit arbetslös i 2000 dagar och då hans jobbcoach inte kan erbjuda honom annat än tråkiga kurser på Arbetsförmedlingen bestämmer han sig för att ta saken i egna händer och beger sig ut för att "tjuvjobba". Jobbtjuven spelas av skådespelaren och komikern Per Andersson.